# Wanderlust (begrip)

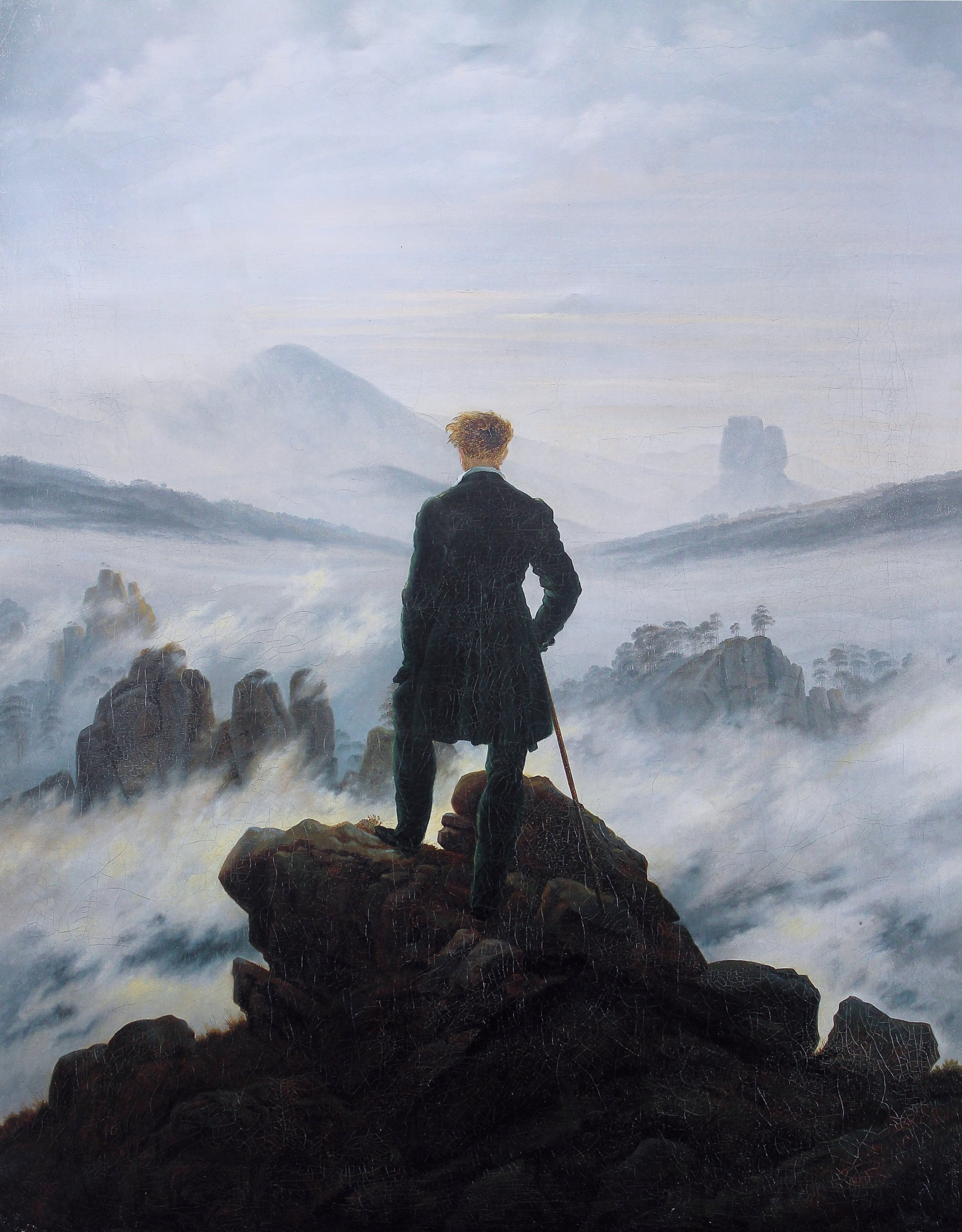
Der Wanderer über dem Nebelmeer van Caspar David Friedrich.

Wanderlust is een sterk verlangen te reizen en de wereld te ontdekken. Het is een van de grote thema's in de hoofdzakelijk Duitse Romantiek en komt onder meer aan bod in de literaire werken van Johann Wolfgang Goethe, in de muziek van Franz Schubert en in de schilderkunst, zoals onder meer in het werk Der Wanderer über dem Nebelmeer van Caspar David Friedrich. De term wanderlust is een leenwoord uit het Duits.
Wanderlust staat voor het verlangen om elders naartoe te gaan, om uit de eigen leefwereld te treden en naar andere dingen op zoek te gaan. Het is ook een verlangen naar exotisme, naar nieuwigheden, naar ontdekkingen, naar verrassingen en naar het reizen. Het is een afkering van de saaiheid van het dagelijkse leven en van routine. De Amerikaanse socioloog Robert Park ziet wanderlust als een afwijzing van sociale conventies.